# Рудина (Бургасская область)
Рудина (болг. Рудина) — село в Болгарии. Находится в Бургасской области, входит в общину Руен. Население составляет 231 человек (2022).

## Политическая ситуация
В местном кметстве Рудина, в состав которого входит Рудина, должность кмета (старосты) исполняет Ахмед Сюлейман Мехмед (Движение за права и свободы (ДПС)) по результатам выборов правления кметства.
Кмет (мэр) общины Руен — Дурхан Мехмед Мустафа (Движение за права и свободы (ДПС)) по результатам выборов в правление общины.